# Gele zanger
De gele zanger (Setophaga aestiva synoniem: Dendroica aestiva) werd vaak beschouwd als een ondersoort van de  mangrovezanger, Dendroica petechia aestiva. Sinds 2011 is de naam van het geslacht veranderd.

## Kenmerken
Het mannetje van de gele zanger is in de zomer wel de meest uitgesproken geel gekleurde zanger (warbler). Ze zijn schitterend geel van onder en goudgeel tot groen van boven. Vaak heeft de vogel een paar vaag uitgelopen, roestrode strepen op de borst en flanken. Er zijn binnen het verspreidingsgebied ondersoorten die onderling verschillen in grootte en in de intensiteit van de kleuren. Hoe noordelijker en kouder, hoe groter de vogel (regel van Bergmann); de lengte varieert dan ook tussen de 10 en 18 cm.

## Verspreiding en leefgebied
Deze gele zanger bestaat weer uit een groep van negen ondersoorten die allemaal broeden in de gematigde klimaatzone van Noord-Amerika, van Alaska tot in Midden-Mexico. Het zijn zangvogels die leven in open landschappen, vaak vochtige gebieden met bos en struikgewas. Het zijn trekvogels die overwinteren in Midden- en Zuid-Amerika. Soms verdwalen trekvogels naar een ander continent, zo zijn er waarnemingen van de gele zanger op Groenland, IJsland en Groot-Brittannië.
De soort telt negen ondersoorten:
- S. a. rubiginosa: zuidelijk Alaska en westelijk Canada.
- S. a. banksi: centraal Alaska en noordwestelijk Canada.
- S. a. parkesi: noordelijk Alaska en noordelijk Canada.
- S. a. amnicola: van het westelijke deel van Centraal-tot oostelijk Canada.
- S. a. aestiva: van het zuidelijke deel van Centraal-tot oostelijk Canada en zuidelijk via de oostelijke en centrale Verenigde Staten.
- S. a. morcomi: binnenlands zuidwestelijk Canada en de westelijk-centrale Verenigde Staten.
- S. a. brewsteri: de westkust van de Verenigde Staten en noordwestelijk Mexico.
- S. a. sonorana: van de binnenlandse zuidwestelijke Verenigde Staten en noordelijk tot noordwestelijk Mexico.
- S. a. dugesi: centraal Mexico.